# Maurice Goldhaber
Maurice Goldhaber (18. dubna 1911 – 11. května 2011) byl americký fyzik rakousko-uherského původu. V roce 1957 spolu s Lee Grodzinsem a Andrewem Sunyarem objevil, že neutrina mají zápornou helicitu.

## Raný život a vzdělání
Narodil se ve Lvově, který byl tehdy součástí Rakousko-Uherské monarchie. Fyziku začal studovat v Berlíně. Doktorát ale získal na Univerzitě v Cambridgi v roce 1936.

## Kariéra
V roce 1934, ještě během svého studia začal pracovat v Cavendishově laboratoři. Společně s Jamesem Chadwickem objevili takzvaný jaderný fotoelektrický jev.
Roku 1938 se přestěhoval na Univerzitu Illinois v Urbana Champaign. Ve 40. letech 20. století společně se svou manželkou Gertrude Scharff Goldhaber prokázali, že částice záření beta jsou totožné s elektrony.
V roce 1950 začal působit v Brookhaven National Laboratory. Zde pracoval s Edwardem Tellerem, s nímž představili i takzvaný Goldhaberův-Tellerův model týkající se obří dipólové nukleární rezonance.
V 50. letech se vsadil s Hartlandem Snyderem, že antiprotony nemohou existovat. Sázku v roce 1955 prohrál. Poté spekuloval, že antihmota není ve vesmíru hojná kvůli tomu, že před velkým třeskem existovala jediná částice "universon", která se rozpadla na "kosmon" a "antikosmon", přičemž náš vesmír vznikl z "kosmonu". V 50. letech rovněž uvažoval o tom, že všechny elementární částice jako jsou elektrony, protony a neutrony jsou zdvojeny, tedy že jsou spojeny s jinými podobnými avšak těžšími částicemi. Spolu s Robertem Christiem také spekuloval, že by takzvané podivné částice mohly být kompozitem třech základních částic. V letech 1961 až 1973 byl ředitelem Brookhaven National Laboratory.

## Ocenění
Goldhaber získal za svou práci mnoho ocenění, zejména v roce 1983 Národní vyznamenání za vědu a v roce 1991 Wolfovu cenu za fyziku.

## Osobní život
Goldhaberova manželka Gertrude byla rovněž fyzičkou. Fyzikou se zabýval i jeho bratr Gerson Goldhaber, který byl profesorem v Berkeley. Syn Alfred vyučuje fyziku na Newyorské státní univerzitě ve Stony Brooku, vnuk David je profesorem fyziky na Stanfordu.